# Vytegra
Vytegra (ryska Вы́тегра) är en stad i Vologda oblast i Ryssland. Folkmängden uppgick år 2015 till cirka 10 300 invånare.